# آرچی‌ها
آرچی‌ها (روسی: арчинцы) گروهی قومی هستند که در هشت روستا در جنوب داغستان روسیه زندگی می‌کنند. روستای اصلی این قوم روستای آرچیب است، زیرا سه ماه در سال تمامی جمعیت قوم آرچی به‌طور سنتی در آرچیب گرد هم آمده و به کارهای جمعی می‌پرداختند. فرهنگ آرچی‌ها یکی از منحصر به فردترین و دست‌نخورده‌ترین فرهنگ‌های قومی داغستان است.
جمعیت کل این قوم ۱۲۰۰ نفر است و به همین تعداد نیز به زبان قومی خود یعنی زبان آرچی سخن می‌گویند. زبان آرچی از زبان‌های قفقازی شمال شرقی است و در شاخه لِزگی جای می‌گیرد.
زادبوم آرچی‌ها ۲۰۰۰ متر بالاتر از سطح دریا و در حوزه رود قره‌قویسو کوهستان قفقاز قرار دارد.